# Callitula angioneurae
Callitula angioneurae är en stekelart som beskrevs av Boucek 1970. Callitula angioneurae ingår i släktet Callitula och familjen puppglanssteklar.
Artens utbredningsområde är:
- Tjeckien.
- Sverige.

Arten är reproducerande i Sverige. Inga underarter finns listade.